# (14025) Fallada
(14025) Fallada (1994 RR11) – planetoida z pasa głównego asteroid okrążająca Słońce w ciągu 4,54 lat w średniej odległości 2,74 j.a. Odkryta 2 września 1994 roku.